# Tokusō
El tokusō (得宗?) fue el título que asumió el jefe de la línea principal del clan Hōjō, durante el shogunato Kamakura en Japón, específicamente entre 1199 y 1333. 
Originalmente creado como un título ceremonial dado al regente del shōgun (shikken), quien era el verdadero gobernante (el shōgun Kamakura fue un títere sometido a la voluntad del shikken), en 1256 adquirió su propia identidad como el cargo que asumía el líder del clan como gobernante del país (quedando el shikken como un subordinado del tokusō). Desde ese punto, todas las entidades de mando de Japón, pasando por el Emperador, sus regentes (sesshō y kanpaku), la Corte Imperial de Kioto, el shōgun y su regente, eran gobernantes títeres del tokusō.

## Historia

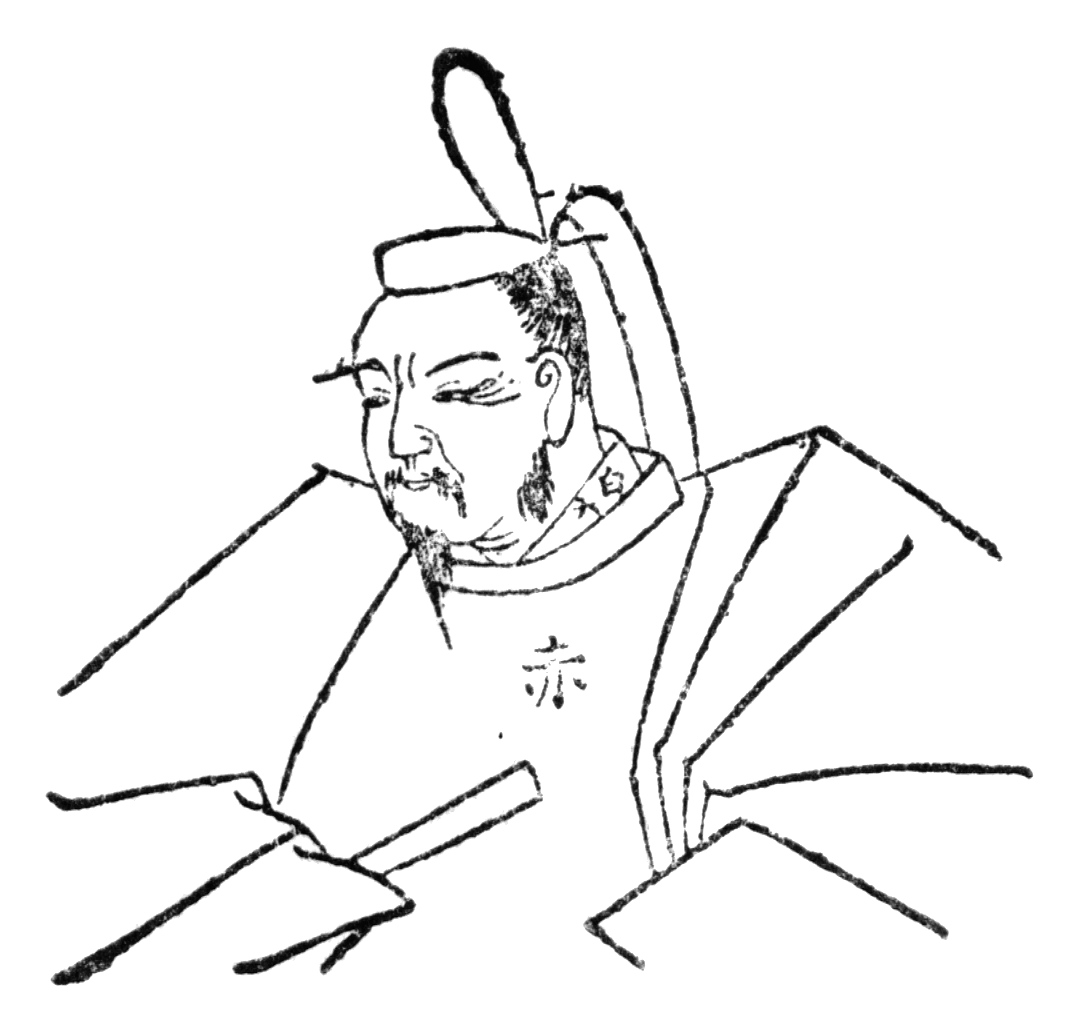
Hōjō Tokimasa, fundador de la línea tokusō.

El término se originó muy probablemente del nombre Tokushū (徳崇?), nombre budista de Hōjō Yoshitoki; aunque el origen de la línea Tokusō se remonta a su padre Hōjō Tokimasa, quien eventualmente comenzó a tener presencia en el gobierno militar del nuevo shogunato Kamakura en 1199, tras la muerte de Minamoto no Yoritomo, su fundador. Tokimasa como líder de los Hōjō se convirtió en el primer regente (shikken) del shogunato en 1203.
El tándem shikken-tokusō en un mismo individuo se mantuvo inalterable hasta 1256, cuando Hōjō Tokiyori al momento de abdicar como regente y jefe del clan decidió que el próximo shikken sería Hōjō Nagatoki, hijo de Shigetoki, mientras que el tokusō sería su hijo Tokimune; dejando al shikken por debajo del tokusō.
Con el liderazgo de Tokimune se inició el período de la dictadura del clan, donde eventualmente unificó varios puestos (en 1264 se hace vicerregente o rensho y en 1268 se vuelve shikken) y gobernó con mano de hierro, sobre todo durante las invasiones de los mongoles a Japón de 1274 y 1281, donde el propio Tokimune ordenó la decapitación de los embajadores mongoles que llegaron a Japón en 1275 y 1279.
Cuando el tokusō se volvió puntero del gobierno del país, eventualmente los componentes consultivos del shogunato comenzaron a decaer, en especial al Consejo de Estado (Hyōjōshū), cuya composición estaba siendo acaparado por los Hōjō, pero que aún algunos vasallos tenían voz y voto en el sistema. Con el fortalecimiento del yoriai en 1277, que eran reuniones privadas hechas por miembros del clan Hōjō y sus vasallos (miuchibito) en la residencia del tokusō sobre asuntos del shogunato, agudizó el carácter absolutista del clan y erosionó más tanto al Hyōjōshū como al Hikitsukeshū. El yoriai se convirtió en un órgano extraoficial del shogunato, ya que habían miembros del Hyōjōshū que asistían a las reuniones, pero también habían miembros no participantes del consejo (en especial vasallos fieles al Hōjō), que estaban asistiendo y tomando decisiones.
Eventualmente, el poder del tokusō, ahora liderado por Hōjō Sadatoki desde 1284, se volvió autocrático y único tras el incidente de Shimotsuki de 1285, que involucró la purga de los últimos clanes poderosos del shogunato (gokenin), en donde Adachi Yasumori fue derrotado y obligado a cometer el seppuku, al igual que el resto del clan Adachi.
En 1301, nuevamente los cargos de tokusō y shikken son repartidos entre dos individuos, cuando Sadatoki se convirtió en monje, pero retuvo el título del líder del clan hasta su muerte en 1311, cuando fue pasado a su hijo Takatoki de apenas 8 años. Takatoki reunificó posteriormente con el cargo de regente, pero en 1326 aduciendo estar enfermo decidió abandonar el cargo de shikken y se convirtió en monje, pero manteniendo el liderazgo del clan. En ese mismo año, el shogunato pidió al Emperador Go-Daigo que abdicara en favor de su sucesor, pero este se negó, dando inicio a un problema entre la Corte Imperial, que permaneció débil durante el shogunato y el gobierno autocrático de los Hōjō. La debilidad y la conducta errática de Takatoki hizo que el shogunato perdiera poder, dando inicio a un movimiento de restauración imperial y en 1333, el shogunato colapsó durante el sitio de Kamakura con el suicidio colectivo de los miembros del clan Hōjō, entre ellos Takatoki.

## Lista detokusō
1. Hōjō Tokimasa (1199 - 1205)
2. Hōjō Yoshitoki (1205 - 1224)
3. Hōjō Yasutoki (1224 - 1242)
4. Hōjō Tsunetoki (1242 - 1246)
5. Hōjō Tokiyori (1246 - 1256)
6. Hōjō Tokimune (1256 - 1284)
7. Hōjō Sadatoki (1284 - 1311)
8. Hōjō Takatoki (1311 - 1333)